# David Hewitt
Pour les articles homonymes, voir Hewitt.
Pas d'image ? Cliquez ici

a Compétitions nationales et continentales officielles uniquement.

b Matchs officiels uniquement.
Dernière mise à jour le 12 novembre 2021.
David Hewitt est né le 15 janvier 1980. C'est un joueur de rugby à XV irlandais. Il joue actuellement au Racing Métro 92.

## Clubs successifs
- Connacht jusqu'en 2004
- Leinster 2004-2005
- Racing Métro 92 2005-2007

## Palmarès
- International de rugby à sept.